# Pierre de Hans
Pierre de Hans, ou Pierre de Grandpré, mort en décembre 1261, est un prélat catholique français, qui fut évêque de Châlons. Il est le fils de Jacques Ier de Grandpré, tige d'un branche cadette de la maison de Grandpré et seigneur de Hans, et de son épouse Helvide de Barbançon.

## Biographie
Il est élu évêque de Châlons en 1247 après la mort de son oncle Geoffroy de Grandpré, sur recommandation du pape Innocent IV en personne auprès duquel il a travaillé à sa cour.
Il continue alors les travaux de restauration de la cathédrale entamés par son oncle et prédécesseur.
Il part à Rome en 1253 où il obtient du pape comme relique une petite portion du chef de Saint Étienne, premier martyr et patron de la cathédrale de Châlons.
Il meurt en décembre 1261 et est inhumé au milieu du chœur de la cathédrale.